# Alfons T'Kint
Alfons T'Kint (Hekelgem, 18 augustus 1919 – Hekelgem, 31 juli 1994) was een Belgisch voetballer en politiek bestuurder.
Fons T'Kint speelde vanaf 1939 tot na de oorlog voor RSC Anderlecht. Hij was militair, maar werd kort na het uitbreken van de oorlog als krijgsgevangene vastgezet in Duitsland. In augustus 1940 werd hij vrijgelaten. Later in de oorlog was hij actief als verzetsstrijder.
Hij was hij eerste schepen van Hekelgem van 1959 tot 1965. Van 1965 tot de fusie in 1976 was hij burgemeester van deze gemeente, net als eerder zijn vader Albien T'Kint. Als bierhandelaar was hij enorm populair en haalde in Hekelgem meer dan één op de drie stemmen binnen.
Zijn zoon Yvan T'Kint was van begin 2007 tot eind 2010 burgemeester van Affligem.